# Aurophora
Aurophora es un género de hongos de la familia Sarcoscyphaceae. Este es un género monotipo, que solo contiene la especie Aurophora dochmia, la cual posee una amplia distribución en áreas pantropicales.